# Thermomètre à retournement

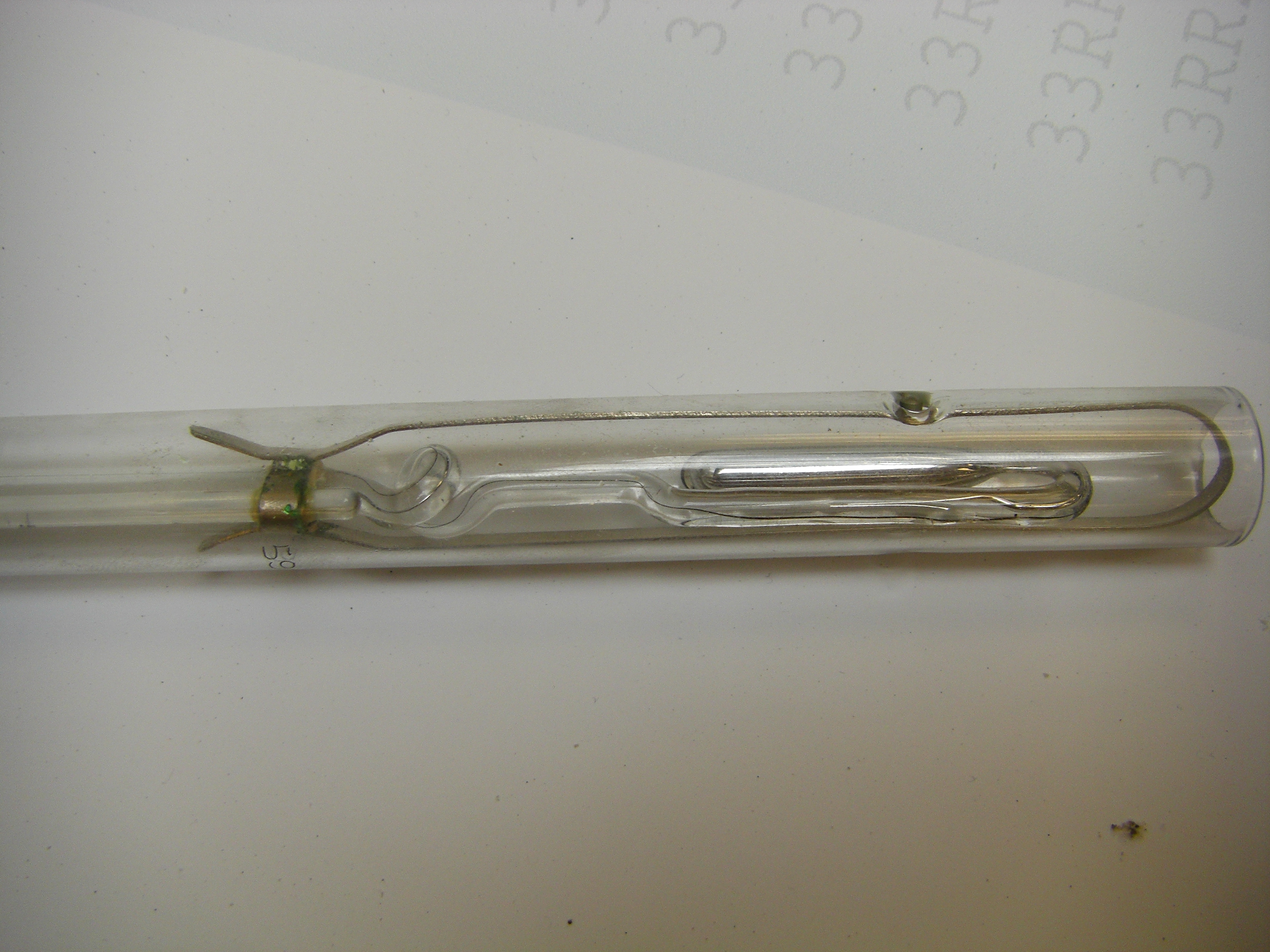
Thermomètre à retournement

Un thermomètre à retournement ou thermomètre à renversement est un appareil utilisé en océanographie pour déterminer in situ la pression et la température de l'eau de mer.
Le système comprend en fait généralement deux thermomètres montés sur un axe horizontal ; au déclenchement, ils tournent rapidement ; ceci provoque la rupture de la colonne de mercure, dont la longueur dépend alors des valeurs in situ de la température et de la pression ("thermomètre non protégé" de la pression), ou seulement de la température ("thermomètre protégé" de la pression par un tube de verre).
Après remontée, la comparaison des longueurs de la colonne de mercure des thermomètres protégé et non protégé permet de déterminer simultanément la température et la pression in situ au moment du retournement.
Jadis utilisés seuls (mesures discrètes), les thermomètres à retournement (qui sont désormais souvent électroniques) servent actuellement à étalonner ou calibrer in situ des instruments de mesure en continu (bathysonde). Ils sont alors généralement montés sur des rosettes de prélèvement.